# آستین‌در علیا
آستین در علیا (آستین‌در بالا) روستایی از توابع بخش کوهین شهرستان قزوین در استان قزوین ایران است.روستایی ییلاقی و خوش آب وهوا که در ایام قدیم بصورت عشایری در آن زندگی را سپری می کردند همگی از ایل غیاثوند و زبان محلی روستا زبان لکی می باشد وبنابرشنیده ها وتحقیقات درحدود ۳۵۰سال قبل از لرستان به این مناطق آمده اندواین روستا به مَسَلی یا مَثَلی نیز معروف که طبق شنیده ها وسینه به سینه رسیده ها اسم شخص وجد بزرگ بوده وپس از آن شخصی بنام فتاح بوده است.

## جمعیت
این روستا در دهستان ایلات قاقازان غربی قرار دارد و براساس سرشماری مرکز آمار ایران در سال ۱۳۹۰، جمعیت آن ۱۸ نفر (۶ خانوار) بوده است.